# Vassili Andreïevitch Dolgoroukov
Pour les autres membres de la famille, voir famille Dolgoroukov.
 (mars 2024).
Si vous disposez d'ouvrages ou d'articles de référence ou si vous connaissez des sites web de qualité traitant du thème abordé ici, merci de compléter l'article en donnant les références utiles à sa vérifiabilité et en les liant à la section « Notes et références ».
Le prince Vassili Andreïevitch Dolgoroukov (en russe : Василий Андреевич Долгоруков), né en 1804 et décédé en 1868, est un militaire et homme politique russe ; il est ministre de la guerre du 26 août 1852 au 17 avril 1856.

## Biographie
Issu de la dynastie des Riourikides, Vassili Andreïevitch Dolgoroukov est promu le 14 décembre 1812 cornette dans un régiment de cavalerie. 
En 1852, Nicolas Ier de Russie le nomme ministre de la Guerre ; le prince conserve cette fonction jusqu'en 1856. 
La même année, il est promu général de cavalerie, chef des gendarmes et chef exécutif de la troisième section de la Chancellerie privée de Sa Majesté (en) (1856-1866).

## Décorations
- Commandeur de l’ordre de Sainte-Anne de Russie